# Radio Galega
Radio Galega (RG) és la ràdio pública de Galícia, integrada a la Corporación de Radio e Televisión de Galicia, que inclou també la Televisión de Galicia (TVG). Va començar a emetre, en fase de proves, el 24 de febrer de 1985 i va iniciar la seva programació regular el 29 de març d'aquell mateix any.
Des de mitjans de 2009 la seva directora és la periodista Rosa Martínez, en substitució del també periodista Virxilio Costas.